# Auvers-Saint-Georges
Auvers-Saint-Georges és un municipi francès, situat al departament de l'Essonne i a la regió de Illa de França. L'any 2007 tenia 1.165 habitants.
Forma part del cantó d'Étampes, del districte d'Étampes i de la Comunitat de comunes Entre Juine et Renarde.

## Demografia

### Població
El 2007 la població de fet d'Auvers-Saint-Georges era de 1.165 persones. Hi havia 423 famílies, de les quals 83 eren unipersonals (36 homes vivint sols i 47 dones vivint soles), 115 parelles sense fills, 174 parelles amb fills i 51 famílies monoparentals amb fills.
La població ha evolucionat segons el següent gràfic:
Habitants censats

### Habitatges
El 2007 hi havia 496 habitatges, 430 eren l'habitatge principal de la família, 22 eren segones residències i 44 estaven desocupats. 417 eren cases i 74 eren apartaments. Dels 430 habitatges principals, 366 estaven ocupats pels seus propietaris, 57 estaven llogats i ocupats pels llogaters i 7 estaven cedits a títol gratuït; 5 tenien una cambra, 29 en tenien dues, 56 en tenien tres, 87 en tenien quatre i 253 en tenien cinc o més. 350 habitatges disposaven pel capbaix d'una plaça de pàrquing. A 164 habitatges hi havia un automòbil i a 247 n'hi havia dos o més.

### Piràmide de població
La piràmide de població per edats i sexe el 2009 era:
| Homes | Edats   | Dones |
| ----- | ------- | ----- |
| 0     | 95 o +  | 0     |
| 0     | 90 a 94 | 0     |
| 0     | 85 a 89 | 8     |
| 4     | 80 a 84 | 0     |
| 8     | 75 a 79 | 20    |
| 12    | 70 a 74 | 32    |
| 20    | 65 a 69 | 16    |
| 28    | 60 a 64 | 32    |
| 36    | 55 a 59 | 8     |
| 40    | 50 a 54 | 68    |
| 36    | 45 a 49 | 32    |
| 64    | 40 a 44 | 32    |
| 40    | 35 a 39 | 56    |
| 28    | 30 a 34 | 32    |
| 36    | 25 a 29 | 32    |
| 32    | 20 a 24 | 16    |
| 41    | 15 a 19 | 24    |
| 48    | 10 a 14 | 40    |
| 36    | 5 a 9   | 48    |
| 16    | 0 a 4   | 32    |

## Economia
El 2007 la població en edat de treballar era de 790 persones, 582 eren actives i 208 eren inactives. De les 582 persones actives 560 estaven ocupades (298 homes i 262 dones) i 22 estaven aturades (12 homes i 10 dones). De les 208 persones inactives 87 estaven jubilades, 84 estaven estudiant i 37 estaven classificades com a «altres inactius».

### Ingressos
El 2009 a Auvers-Saint-Georges hi havia 433 unitats fiscals que integraven 1.157,5 persones, la mediana anual d'ingressos fiscals per persona era de 27.029 €.

### Activitats econòmiques
Dels 46 establiments que hi havia el 2007, 4 eren d'empreses de fabricació d'altres productes industrials, 9 d'empreses de construcció, 8 d'empreses de comerç i reparació d'automòbils, 3 d'empreses de transport, 2 d'empreses d'hostatgeria i restauració, 1 d'una empresa d'informació i comunicació, 2 d'empreses financeres, 4 d'empreses immobiliàries, 9 d'empreses de serveis, 2 d'entitats de l'administració pública i 2 d'empreses classificades com a «altres activitats de serveis».
Dels 10 establiments de servei als particulars que hi havia el 2009, 2 eren paletes, 1 fusteria, 2 lampisteries, 1 electricista, 1 empresa de construcció, 1 veterinari, 1 restaurant i 1 agència immobiliària.
L'únic establiment comercial que hi havia el 2009 era una sabateria.
L'any 2000 a Auvers-Saint-Georges hi havia 4 explotacions agrícoles.

## Equipaments sanitaris i escolars
El 2009 hi havia 1 escola maternal i 1 escola elemental.

## Poblacions més properes
El següent diagrama mostra les poblacions més properes.